# Britiske Imperium
Det Britiske Imperium (engelsk: British Empire) var en kolonimagt, som på sit højeste var historiens største med kolonier på alle kontinenter. Imperiet var et resultat af opdagelsestiden, som begyndte med Spanien og Portugals ekspeditioner i det 15. århundrede. Det Britiske Imperium bestod af alle de områder, som briterne havde erobret og koloniseret: det bestod af dominions, kolonier, protektorater, mandatområder og andre territorier, som blev regeret eller administreret af Det forenede kongerige.
Den britiske kolonisering begyndte i slutningen af det 16. og begyndelsen af det 17. århundrede og fortsatte til umiddelbart efter 1. verdenskrig. I 1922 omfattede det Britiske Imperium 458 mio. mennesker (en fjerdedel af jordens befolkning), og det dækkede ca. 33 mio. km², mere end en femtedel af jordens landareal. I det 19. århundrede var det Britiske Imperium den stærkeste verdensmagt, og
da det Britiske Imperium var så stort i areal og spredt ud over hele jorden, hed det, at "solen aldrig går ned over det Britiske Imperium".
Under opdagelsestiden var Spanien og Portugal pionerer ved udforskningen af jordkloden. Undervejs etablerede de store oversøiske imperier. Især England, Frankrig og Holland ville også have del i rigdommene og begyndte at etablere kolonier i Amerika og Asien. En række krige i det 18. og 19. århundrede mod Holland og Frankrig betød, at England, der undervejs blev til Storbritannien efter unionen med Skotland i 1707, blev den dominerende kolonimagt i Nordamerika og Indien. Tabet af de 13 kolonier i Nordamerika under den amerikanske uafhængighedskrig 1775-1783 var et alvorligt slag for Storbritannien, men i stedet vendte det sig mod Afrika, Asien og Stillehavet. Efter det endelige franske nederlag i Napoleonskrigene i 1815 var den britiske verdensdominans forholdsvis uantastet i 100 år, og det udvidede sit imperium verden over. Stigende grader af selvstændighed blev givet til de hvide nybyggerkolonier, hvoraf nogle opnåede status som dominions.
Opblomstringen af det Tyske kejserrige og De forenede Stater udhulede Storbritanniens økonomiske føring i slutningen af det 19. århundrede. Militære og økonomiske spændinger mellem Storbritannien og Tyskland var væsentlige årsager til 1. Verdenskrig, hvor Storbritannien i udstrakt grad drog fordel af sit imperium. Krigen lagde et enormt økonomisk pres på Storbritannien, og selv om imperiet fik sin største geografiske udstrækning efter krigens afslutning, var det ikke længere den største industrielle eller økonomiske magt. Selv om Storbritannien kom sejrrigt ud af 2. Verdenskrig, havde Japan holdt områder besat. Det skadede den britiske prestige og fremskyndede afslutningen på imperiet. Allerede to år efter krigen gav Storbritannien sin største koloni, Indien, sin selvstændighed.
I resten af det 20. århundrede blev de fleste af imperiets territorier selvstændige som led i en større europæisk afkolonisering. Det sluttede med overdragelsen af Hong Kong til Folkerepublikken Kina i 1997. Efter uafhængigheden sluttede mange tidligere britiske kolonier sig til Commonwealth of Nations, en fri sammenslutning af uafhængige stater. Der er stadig 14 territorier under britisk styre i Britisk oversøisk territorium. Og selv om imperiet i dag næsten er helt forsvundet, har det efterladt sig betydelige spor i form af samfundsopbygning, lovgivning og spredning af det engelske sprog i de forhenværende kolonier.

## Oprindelse (1497–1583)
Grundlaget for det britiske imperium blev skabt, mens England og Skotland var selvstændige kongeriger.
Efter de vellykkede spanske og portugisiske opdagelser udpegede kong Henrik 7. af England i 1496 John Cabot til at lede en opdagelsesrejse, som skulle finde nordvestpassagen til Asien via Atlanterhavet. Cabot afsejlede i 1497, og selv om han gjorde landgang på Newfoundland (som han i lighed med Christopher Columbus fem år tidligere troede var Asien), blev der ikke gjort forsøg på at etablere en koloni. Cabot ledede endnu en ekspedition til Amerika det følgende år, men han og hans skibe gik tabt undervejs.
Der blev ikke gjort yderligere forsøg på at etablere engelske kolonier i Amerika før et godt stykke ind i Elizabeth 1.s regeringstid i de sidste årtier af det 16. århundrede. Den engelske reformation havde gjort England og det katolske Spanien til fjender. I 1562 gav den engelske krone John Hawkins og Francis Drake tilladelse til at gennemføre kapertogter og tage slaver fra afrikanske byer og portugisiske skibe ud for Afrikas vestkyst med det formål at bryde ind i det atlantiske handelssystem. Dette forsøg slog fejl, men senere, da de engelsk-spanske krige tog til i omfang, tillod Elizabeth yderligere kaperangreb mod spanske havne i Amerika og skibe på vej tilbage over Atlanten lastet med skatte fra den Nye Verden. Samtidig begyndte indflydelsesrige forfattere, såsom Richard Hakluyt og John Dee (som var den første, der brugte betegnelsen "British Empire") at agitere for etablering af et engelsk imperium, der kunne udfordre Spaniens og Portugals. På dette tidspunkt var Spanien solidt etableret i Amerika mens Portugal havde etableret en række handelsstationer og forter på kysterne af Afrika, Brasilien og Kina mens Frankrig var begyndt at etablere bosættelser ved Saint Lawrence floden i det der blev til Ny Frankrig.

### Irlands plantager
England fik kolonier senere end Spanien og Portugal. England havde tidligt koloniseret Irland ved bosættelser under den normanniske invasion i 1171. Det 16. århundredes bosættelser i Irland, som blev udført af engelske kolonister, var en forløber for de kolonier, som blev etableret på den nordamerikanske østkyst, og adskillige af dem, som var involveret i de projekter, deltog også i den tidlige kolonisering af Nordamerika. Især en gruppe der var kendt som "West Country mændene", som omfattede Humphrey Gilbert, Walter Raleigh, Francis Drake, John Hawkins, Richard Grenville og Ralph Lane.

## Det første britiske imperium (1583–1783)
I 1578 udstedte Elizabeth 1. et patent til Humphrey Gilbert på opdagelse og udnyttelse af oversøiske områder. Samme år afsejlede Gilbert til Caribien med det formål at drive sørøveri og etablere en koloni i Nordamerika, men ekspeditionen blev opgivet inden den havde krydset Atlanten. I 1583 gjorde han et nyt forsøg denne gang til Newfoundland, hvor han formelt gjorde krav på havnen på vegne af den engelske krone, men ingen bosættere blev ladt tilbage. Gilbert overlevede ikke hjemturen til England og blev efterfulgt af sin halvbror Walter Raleigh, som fik eget patent af Elizabeth i 1584. Senere samme år grundlagde Raleigh kolonien Roanoke ved kysten af vore dages North Carolina, men mangel på forsyninger betød at koloniseringen mislykkedes.
I 1603 arvede Jakob 6. af Skotland den engelske trone, og i 1604 indgik han Londontraktaten, som afsluttede krigen med Spanien. Herefter skiftede det engelske fokus fra at plyndre andre landes kolonier til selv at etablere oversøiske kolonier. Det britiske imperium begyndte at tage form i begyndelsen af det 17. århundrede med engelske bosættelser i Nordamerika, de mindre øer i Caribien samt etablering af en privat virksomhed Det britiske Ostindiske kompagni, som skulle drive handel i Asien. Den periode – som rækker frem til tabet af de 13 nordamerikanske kolonier, der var et resultat af den Amerikanske uafhængighedskrig – kaldes det "Første britiske imperium".

### Amerika, Afrika og slavehandelen
I begyndelsen var Caribien stedet, hvor England etablerede sine vigtigste og mest lønsomme kolonier, men ikke før adskillige forsøg på kolonisering var slået fejl. Et forsøg på at etablere en koloni i Guyana i 1604 varede kun i to år og nåede ikke sit vigtigste mål om at finde guldforekomster. Kolonier i St Lucia – 1605 og Grenada – 1609 blev også hurtigt opgivet, men bosættelser blev med held grundlagt på St. Kitts – 1624, Barbados – 1627 og Nevis – 1628. Kolonierne indførte snart et system med sukkerplantager, som med held var anvendt af portugiserne i Brasilien. Det var baseret på slavearbejdere og skibe (først hollandske), som solgte slaver og opkøbte sukker. For at sikre at de stadigt stigende gevinster fra denne handel forblev på engelske hænder, indførte det engelske parlament i 1651 et monopol, så det kun var engelske skibe, som måtte handle med de britiske kolonier. Dette førte til stridigheder med Den hollandske republik – en række krige, som efterhånden styrkede Englands stilling i Amerika på hollændernes bekostning. I 1655 annekterede England øen Jamaica fra spanierne, og i 1666 lykkedes det dem at kolonisere Bahamaøerne.
Englands første permanente bosættelse i Amerika blev grundlagt i 1607 i Jamestown anført af kaptajn John Smith og styret af Virginia Company, der som udløber etablerede en koloni på Bermuda, der var opdaget i 1609. Kompagniets frihedsbrev blev tilbagekaldt i 1624, og den engelske krone overtog styringen af kolonien, der blev til Virginia. Newfoundland kompagniet blev grundlagt i 1610 med det formål at etablere en permanent bosættelse på Newfoundland, hvilket stort set mislykkedes. I 1620 blev Plymouth-kolonien grundlagt som et fristed for puritanere, en gruppe religiøse separatister der senere blev kendt som pilgrimmene. Flugt fra religiøs forfølgelse fik mange englændere til at risikere den vanskelige transatlantiske rejse. Maryland blev grundlagt som fristed for katolikker. Rhode Island (1636) blev en koloni, som tolererede alle religioner og Connecticut 1639 var for kongregationalister. Carolina blev grundlagt i 1663. I 1664 fik England kontrol over den hollandske koloni New Amsterdam (som blev omdøbt til New York) under forhandlinger efter Den anden britisk-hollandske krig 1664-67 til gengæld for Suriname. I 1681 blev Pennsylvania grundlag af William Penn. De Nordamerikanske kolonier havde knap så stor økonomisk succes som de caribiske, men havde store områder med god landbrugsjord og tiltrak langt flere engelske emigranter, som foretrak det tempererede klima.
I 1670 tildelte Karl 2. af England et diplom til Hudson's Bay Company, som gav det monopol på pelshandelen i Rupert's Land, et enormt landområde som senere kom til at udgøre en stor del af Canada. Forter og handelsstationer blev etableret af kompagniet, som ofte blev angrebet af franskmændene, som havde grundlagt deres egen pelshandelskoloni i det nærliggende Ny Frankrig.
To år senere blev Royal African Company grundlagt, og det fik monopol fra kong Karl på handelen med at levere slaver til de britiske kolonier i Caribien.
Fra starten var slaveriet grundlag for det britiske imperium i Vestindien. Indtil afskaffelsen af slavehandelen i 1807 var Storbritannien ansvarlig for import af 3,5 mio. afrikanske slaver til Amerika. En tredjedel af alle de slaver, som blev fragtet over Atlanten. For at lette denne handel blev der etableret forter på Vestafrikas kyst, såsom James Island, Accra og Bunce Island. I Britisk Caribien steg andelen af sorte i befolkningen fra 25 % i 1650 til omkring 80 % i 1780, og i de 13 kolonier fra 10 % til 40 % i den samme periode (hovedparten i de sydlige kolonier). Handelen med slaver var yderst profitabel for slavehandlerne og blev en vigtig del af det økonomiske grundlag for vestengelske havnebyer som Bristol og Liverpool, som udgjorde det tredje hjørne i den såkaldte trekantshandel med Afrika og Amerika. Hver syvende døde under overfarten. pga. de barske og uhygiejniske forhold på slaveskibene og den dårlige forplejning.
I 1695 udstedte det skotske parlament et charter til Company of Scotland, som i 1698 grundlagde en bosættelse på Panamatangen med henblik på at bygge en kanal på stedet. Belejret af omkringliggende spanske kolonister fra Ny Granada og ramt af malaria blev kolonien opgivet to år senere. Darien-planen, som den kaldes, var en finansiel katastrofe for Skotland – en fjerdedel af den skotske kapital gik tabt ved forsøget – og slukkede skotske håb om at etablere et eget oversøisk imperium. Episoden havde også store politiske konsekvenser, idet den overbeviste regeringerne i såvel England som Skotland om fordelene ved en union mellem landene, frem for blot en fælles konge. Unionen blev til i 1707 med unionstraktaten, der etablerede Kongeriget Storbritannien.

### Rivalisering med Holland i Asien
I slutningen af det 16. århundrede begyndte England og Holland at udfordre Portugals monopol på handelen med Asien, og de etablerede private kompagnier, som skulle finansiere rejserne – det engelske senere britiske og det Hollandske Ostindiske kompagni blev grundlagt i henholdsvis 1600 og 1602. Det primære mål med disse kompagnier var at få andel i den lukrative handel med krydderier og de koncentrerede deres indsats om kilden: det indonesiske arkipelag og Indien, som var et vigtigt knudepunkt på handelsruterne. Den korte afstand mellem London og Amsterdam over Nordsøen og intens rivalisering mellem England og Holland førte til konflikter mellem de to kompagnier, og hollænderne fik overtaget i Molukkerne (tidligere et portugisisk støttepunkt) efter at englænderne havde trukket sig tilbage i 1622, mens englænderne havde større fremgang i Indien, ved Surat efter etablering af en fabrik i 1613.
Selv om England til sidst overgik Holland som kolonimagt, betød Hollands mere veludviklede finansielle system og de tre Britisk-Hollandske krige i det 17. århundrede at Holland fik en stærkere stilling i Asien. Fjendtlighederne sluttede efter The Glorious Revolution i 1688 hvor den hollandske Vilhelm af Oranien overtog den engelske trone og bragte fred mellem Holland og England. En aftale mellem de to lande betød, at handelen med krydderier i det indonesiske arkipelag blev overladt til Holland, mens handelen med tekstiler i Indien blev overladt til England. Tekstilhandelen overhalede snart krydderier som det mest profitable, og i 1720 havde det engelske kompagni overhalet det hollandske i omsætning. Det engelsk ostindiske kompagni ændrede sig fra at have fokus på Surat – et knudepunkt i handelen med krydderier – til Fort St. George (som senere blev til Madras), Bombay (afstået af portugiserne til Karl 2. af England i 1661 som medgift for Catherine de Braganza) og Sutanuti (som sammen med to andre landsbyer blev til Kolkata (dengang Calcutta)).

### Globale kampe med Frankrig
Freden mellem England og Holland i 1688 betød, at de to lande gik ind i den Pfalziske Arvefølgekrig som allierede, men krigen, som i Europa blev udkæmpet mellem Frankrig, Spanien og den hollandsk-engelske alliance, betød, at England blev en stærkere kolonimagt end hollænderne, som var tvunget til at bruge en større andel af deres militærbudget på den bekostelige landkrig i Europa. I løbet af det 18. århundrede blev England (efter 1707 Storbritannien) verdens dominerende kolonimagt, og Frankrig blev dens største rival.
Karl 2. af Spaniens død i 1700 og hans testamentering af Spanien og dens kolonier til Philippe af Anjou, et barnebarn af Ludvig 14. af Frankrig, gjorde en sammenslutning af Frankrig, Spanien og deres kolonier mulig, en ganske umulig udsigt for England og andre europæiske lande. I 1701 slog England, Portugal og Holland sig sammen med det Tysk-romerske rige mod Spanien og Frankrig i den Spanske arvefølgekrig, som varede til 1714. Ved freden i Utrecht frasagde Filip sin og sit afkoms rettigheder til den franske trone, og Spanien mistede sine besiddelser i Europa. Det britiske imperium voksede i territorium: fra Frankrig fik Storbritannien Newfoundland og Acadia, og fra Spanien Gibraltar og Minorca. Gibraltar, som stadig tilhører Storbritannien, blev en vigtig flådebase og gav Storbritannien kontrol med forbindelsen mellem Atlanterhavet og Middelhavet. Minorca blev leveret tilbage til Spanien ved Fredstraktaten i Amiens i 1802, efter at have skiftet hænder to gange. Spanien afgav også rettighederne til den lukrative asiento (tilladelse til at sælge slaver i spansk Amerika) til Storbritannien.
Syvårskrigen, som begyndte i 1756, var den første globale krig. Der blev kæmpet i Europa, Indien, Nordamerika, Caribien, Filippinerne og langs Afrikas kyster. Underskrivelsen af Pariserfreden (1763) havde vigtige konsekvenser for det britiske imperiums fremtid. I Nordamerika blev Frankrigs tid som kolonimagt i praksis afsluttet med anerkendelsen af de britiske krav på Rupert's Land, afståelsen af Ny Frankrig til Storbritannien (som overlod den betydelige fransktalende befolkning i Quebec under britisk kontrol) og Louisiana territoriet til Spanien. Spanien afgav Florida til Storbritannien. I Indien betød den carnatiske krig , at Frankrig fortsat havde kontrol over sine enklaver, men med militære restriktioner og en forpligtelse til at støtte britiske lydstater, hvilket i praksis betød at Indiens fremtid lå i britiske hænder. Den britiske sejr over Frankrig i Syvårskrigen gjorde dermed Storbritannien til verdens dominerende kolonimagt.

## Det 2. britiske imperium (1783–1815)

### Kompagnistyre i Indien
I det første århundrede af dets levetid var Det britiske Ostindiske kompagni fokuseret på at drive handel, da det ikke var i en position, hvor det kunne udfordre de magtfulde stormoguler, som havde tildelt det handelsrettigheder i 1617. Dette ændrede sig i det 18. århundrede da mogulernes magt blev mindre og det ostindiske kompagni kæmpede med sin franske modpart La Compagnie française des Indes orientales under Carnatic-krigene i 1740'erne og 1750'erne. Slaget ved Plassey i 1757, hvor briterne under Robert Clive besejrede franskmændene og deres allierede, betød at kompagniet fik kontrol over Bengalen og blev den største militære og politiske magt i Indien. I de følgende årtier udvidede det gradvist sit territorium, enten ved direkte styre eller gennem lokale marionetter, som levede under en stadig trussel om indgriben fra den britiske arme i Indien, som fortrinsvis bestod af indfødte indiske Sepoyer. Kompagniets erobring af Indien blev afsluttet i 1857.

### Tabet af de tretten amerikanske kolonier
I løbet af 1760'erne og 1770'erne blev forholdet mellem de 13 kolonier i Nordamerika og Storbritannien stadig mere anspændt, primært på grund af bitterhed over det britiske parlaments forsøg på at regere og beskatte de amerikanske kolonister uden deres samtykke, hvilket dengang blev opsummeret i sloganet: "No taxation without representation" (ingen beskatning uden indflydelse). Uenigheden om de amerikanske kolonisters rettigheder som englændere førte til voldsomheder og i 1775 startede den amerikanske uafhængighedskrig. Det følgende år erklærede kolonisterne sig uafhængige hvilket med hjælp fra Frankrig, Spanien og Holland blev en realitet i 1783.
Tabet af en så stor del af de britiske besiddelser i Amerika, som dengang var Storbritanniens tættest befolkede oversøiske besiddelse, anses af historikerne som hændelsen, der udgør overgangen mellem det første og det andet britiske imperium, hvilket indebar at Storbritannien skiftede fokus væk fra Amerika i retning af Asien, Stillehavet og senere Afrika. Adam Smith's The Wealth of Nations, udgivet i 1776, havde hævdet at kolonier var overflødige, og at frihandel skulle afløse den gamle merkantilistiske politik, som havde kendetegnet den første periode med kolonial ekspansion, som var begyndt med den spanske og portugisiske protektionisme. Væksten i handelen mellem de nyligt uafhængige Amerikas Forenede Stater og Storbritannien efter 1783 syntes at bekræfte Adam Smiths synspunkt om at det ikke var nødvendigt at have politisk kontrol for at opnå økonomisk succes. Spændingerne mellem de to lande voksede under Napoleonskrigene hvor Storbritannien forsøgte at afskære Amerika fra at handle med Frankrig, og bordede amerikanske skibe for at presse amerikanske borgere af britisk fødsel ind i Royal Navy. Amerikanerne erklærede krig mod Storbritannien i 1812, hvor begge sider forsøgte at opnå store gevinster på modpartens bekostning, men det slog fejl for begge sider og Gent-traktaten, der blev afsluttet i 1815 fastholdt grænserne fra før krigen.
Hændelserne i Amerika påvirkede den amerikanske politik i Canada, hvortil mellem 40-100.000 besejrede britiske loyalister var rejst til fra USA efter uafhængigheden. De 14.000 loyalister, som tog til Saint John River i Nova Scotia følte, at de var for langt væk fra provinsregeringen i Halifax, så London udskilte New Brunswick som en særskilt koloni i 1784. Forfatningsloven i 1791 dannede provinserne Øvre Canada (fortrinsvis engelsktalende) og Nedre Canada (fortrinsvis fransktalende) for at dæmpe spændingerne mellem de franske og engelske befolkningsgrupper og etablerede en regeringsform svarende til den i Storbritannien med det formål at sikre imperiets autoritet og ikke tillade den form for folkeligt styre, som man følte havde ført til den amerikanske revolution.

### Udforskning af Stillehavet
Siden 1718 havde forvisning til de amerikanske kolonier været straffen for forskellige former for kriminalitet i Storbritannien, og ca. 1.000 dømte blev årligt sendt over Atlanten. Efter tabet af de nordamerikanske kolonier var den britiske regering tvunget til at finde et andet sted at sende folk hen og regeringen valgte de nyopdagede områder i Australien. Australiens vestkyst var blevet opdaget for europæerne af den hollandske opdagelsesrejsende Willem Jansz i 1606 og blev senere navngivet Ny Holland af det hollandsk-ostindiske kompagni; men der blev ikke gjort forsøg på at kolonisere det. I 1770 opdagede James Cook Australiens østkyst, mens han var på en videnskabelig rejse til det sydlige Stillehav, og han gjorde krav på kontinentet på den engelske krones vegne og kaldte det New South Wales. I 1778 fremlagde Joseph Banks, Cooks botaniker på rejsen, dokumentation for regeringen om velegnetheden af Botany Bay til etablering af en straffekoloni, og i 1787 blev den første sending fanger sendt af sted. De ankom i 1788. Storbritannien fortsatte med at sende fanger til New South Wales indtil 1840, hvor koloniens befolkningstal havde rundet 56.000, hvoraf hovedparten var fanger, tidligere fanger og deres efterkommere. De australske kolonier blev profitable eksportører af uld og guld.
På sin rejse besøgte Cook også New Zealand, som først var blevet opdaget af hollandske søfolk i 1642, og gjorde krav på Nordøen og Sydøen for den britiske krone i henholdsvis 1769 og 1770. I starten var kontakten mellem de indfødte maorier og europæerne begrænset til udveksling af varer. De europæiske bosættelser voksede i det første årtier af det 19. århundrede og der blev etableret en lang række handelsstationer især i den nordlige del. I 1839 meddelte New Zealand Company at det havde planer om at købe store landområder og etablere kolonier i New Zealand. Den 6. februar 1840 underskrev kaptajn William Hobson og omkring 40 maori-høvdinge Waitangitraktaten. Denne traktat anses af mange for at være dokumentet som grundlagde New Zealand, men afvigende fortolkninger af den engelske og den maorisprogede version af teksten har betydet, at den fortsat er grundlag for uenighed.

### Krig med Napoleons Frankrig
Storbritannien blev igen udfordret af Frankrig under Napoleon i en kamp, der i modsætning til tidligere krige, var udtryk for en kamp mellem de to landes ideologier. Det var ikke kun Storbritanniens position på verdensscenen, der var truet. Napoleon truede med at invadere selve Storbritannien på samme måde som hans armeer havde løbet mange lande på kontinentet over ende.
Napoleonskrigene brugte Storbritannien store ressourcer på at vinde. De franske havne blev udsat for blokade fra Royal Navy, som vandt en afgørende sejr over en fransk-spansk flåde i slaget ved Trafalgar i 1805. Oversøiske kolonier blev angrebet og besat, herunder de hollandske efter at Holland var blevet annekteret af Napoleon i 1810. Frankrig blev til sidst besejret af en koalition af europæiske hære i 1815. Storbritannien drog dog igen fordel af fredstraktaterne: Frankrig afstod de Ioniske øer, Malta (som det havde besat i henholdsvis 1797 og 1798), Seychellerne, Mauritius, St Lucia og Tobago; Spanien afstod Trinidad; hollænderne Guyana og Kapkolonien. Storbritannien leverede Guadeloupe, Martinique, Goree, Fransk Guiana og Réunion tilbage til Frankrig samt Java og Suriname tilbage til hollænderne.

### Forbud mod slaveri
Under stigende pres fra slavemodstanderne (abolitionisterne) vedtog Storbritannien loven om slavehandel i 1807, som afskaffede slavehandelen i imperiet. I 1808 blev Sierra Leone udpeget som en officiel britisk koloni for frigivne slaver. Loven om afskaffelse af slaveriet blev vedtaget i 1833 og gjorde ikke blot handel med slaver men også slaveri i sig selv ulovlig, og alle slaver i det britiske imperium blev frigivet den 1. august 1834.

## Storbritanniens imperiale århundrede (1815–1914)
Mellem 1815 og 1914, en periode der omtales som Storbritanniens "imperiale århundrede" af nogle historikere, blev der føjet omkring 25 mio. km² land og ca. 400 mio. indbyggere til det britiske imperium. Sejren over Napoleon betød at Storbritannien stod uden alvorlige internationale rivaler – bortset fra Rusland i Centralasien. Uden udfordrere til søs påtog Storbritannien sig rollen som global politibetjent, en tingenes tilstand, som senere blev kendt som Pax Britannica, og fulgte en udenrigspolitik, der blev betegnet som "splendid isolation". Udover den formelle kontrol Storbritannien havde over sine egne kolonier betød den britiske dominerende stilling i verdenshandelen, at man i praksis havde kontrol over økonomien i mange nominelt uafhængige lande, såsom Kina, Argentina og Siam, som af nogle historikere omtales som "det uformelle imperium".
Det britiske imperiums styrke blev understøttet af dampskibe og telegrafen, teknologier, som var opfundet i anden halvdel af det 19. århundrede, der gjorde det muligt for landet at kontrollere og forsvare imperiet. I 1902 var det britiske imperium kædet sammen af et netværk af telegrafledninger, det såkaldte All Red Line.

### Det ostindiske kompagni i Asien
Den britiske asienpolitik i det 19. århundrede skulle fortrinsvis beskytte og udvide Indien, der blev set som den vigtigste koloni og nøglen til resten af Asien. Det britiske Ostindiske kompagni var den drivende kraft bag ekspansionen af det britiske imperium i Asien. Kompagniet havde først slået kræfterne sammen med Royal Navy under Syvårskrigen og de to fortsatte med at samarbejde udenfor Indien: fordrivelsen af Napoleon fra Ægypten (1799), erobringen af Java fra Holland (1811), erhvervelsen af Singapore (1819) og Melaka (1824) samt besejringen af Burma (1826).
Fra sin base i Indien havde kompagniet også været engageret i en stadig mere profitabel eksport af opium til Kina siden 1730'erne. Denne handel var forbudt af Qing Dynastiet i 1729 bidrog til at opveje handelsunderskuddet fra den britiske import af te, som betød en stor udstrømning af sølv fra Storbritannien til Kina. I 1839 førte den kinesiske konfiskering af 20.000 kasser opium i Canton til, at Storbritannien angreb Kina i den Første opiumskrig og den britiske erobring af øen Hong Kong, som var en mindre bosættelse.
Afslutningen på kompagniets tid blev indledt med et oprør blandt sepoyerne mod deres britiske ledere, der til dels skyldtes spændinger som følge af britiske forsøg på at gøre Indien til et vestligt land. Det tog et halvt år at slå Sepoy-oprøret ned, og det krævede store tab af menneskeliv på begge sider. Herefter tog den britiske regering direkte kontrol med Indien, og dermed indledtes en periode, som kaldes det britiske Raj, hvor en udpeget generalguvernør administrerede Indien og dronning Victoria blev kronet som kejserinde af Indien. Det britiske ostindiske kompagni blev opløst i 1858.
Indien blev flere gange ramt af en fejlslagen høst i slutningen af det 19. århundrede. Det førte til udbredt hungersnød, og mindst 10 mio. mennesker døde. Det ostindiske kompagni havde ikke gennemført en koordineret politik, der kunne håndtere hungersnød, mens det styrede landet. Det ændrede sig under det britiske Raj, hvor der blev nedsat kommissioner efter hver hungersnød for at undersøge årsagerne og gennemføre nye tiltag, som efter år 1900 begyndte at vise resultater.

### Rivalisering med Rusland
I løbet af det 19. århundrede kappedes Storbritannien og Rusland om at udfylde det magttomrum, som opstod i takt med, at de osmanniske, persiske og kinesiske riger svækkedes. Denne rivalisering blev kendt som "Det Store Spil". Set fra en britisk synsvinkel var de nederlag som Rusland havde påført Persien og Tyrkiet under den Russisk-persiske krig (1826-1828) og Den russisk-tyrkiske krig (1828-1829) et tydeligt tegn på Ruslands ambitioner og evner, og skabte frygt i Storbritannien for en invasion af Indien fra landsiden. I 1839 tog Storbritannien skridt til at komme noget sådant i forkøbet ved at invadere Afghanistan, men den Første britisk-afghanske krig blev en katastrofe for Storbritannien. Da Rusland invaderede den tyrkiske del af Balkanhalvøen i 1853, fik frygten for russisk dominans af Middelhavet og Mellemøsten Storbritannien og Frankrig til at invadere Krim-halvøen for at ødelægge den russiske flåde. Den efterfølgende Krimkrig (1854–1856), hvori der blev benyttet nye teknikker fra moderne krigsførelse, var den eneste globale krig, som blev udkæmpet mellem Storbritannien og en anden imperiemagt under Pax Britannica. Denne krig gik hen og blev et dundrende nederlag for Rusland, som med 1 mio. mand på eget territorium blev slået af en ekspeditionsstyrke på under 100.000 mand. Situationen forblev uafklaret i Centralasien i yderligere to årtier, mens Storbritannien annekterede Baluchistan i 1876 og Rusland Kirgisistan, Kasakhstan og Turkmenistan. En overgang lod det til, at endnu en krig ikke kunne undgås, men de to lande indgik en aftale om deres respektive indflydelsessfærer i området i 1878, og om alle udestående forhold i 1907 ved underskrivelsen af den Britisk-russiske Entente. Ødelæggelsen af den russiske flåde under Slaget ved Port Arthur i den Russisk-japanske krig i 1904-1905 begrænsede også dens trussel mod briterne.

### Kap til Kairo
Det hollandske ostindiske kompagni havde grundlagt Kapkolonien på sydspidsen af Afrika i 1652 som en mellemstation for dets skibe til og fra dets kolonier i Ostindien. Storbritannien overtog formelt kolonien og dens store befolkning af Boer i 1806, efter at have besat den i 1795 for at forhindre at den faldt i franske hænder, efter den franske invasion af Holland. Den britiske indvandring begyndte at stige efter 1820, og trængte tusindvis af Boere, som var utilfredse med det britiske styre, nordpå hvor de grundlagde deres egne, som regel kortlivede, uafhængige republikker under Great Trek i 1830'erne og begyndelsen af 1840'erne. I den forbindelse stødte Voortrekkers gentagne gange sammen med Storbritannien, som havde sin egen dagsorden med hensyn til kolonial ekspansion i det sydlige Afrika og med adskillige afrikanske stammer, heriblandt Sotho og Zulu nationerne. Til sidst grundlagde boerne to republikker, som fik længere levetid: Transvaal Republikken (1852–1877; 1881–1902) og Oranjefristaten (1854–1902). I 1902 fuldendte Storbritannien sin militære besættelse af Transvaal og Orangefristaten ved at afslutte en traktat med de to boerrepublikker efter Anden Boerkrig 1899–1902.
I 1869 blev Suezkanalen åbnet under Napoleon 3. som forbindelsesvej mellem Middelhavet og det Indiske Ocean. Kanalen mødte modstand fra britisk side, men da den først var bygget blev dens strategiske betydning snart erkendt. I 1875 købte den konservative regering under Benjamin Disraeli den forgældede ægyptiske regent Ismail Pashas 44 % af aktierne i Suezkanalen for £4 mio. Selv om dette ikke betød fuld kontrol over den strategiske vandvej, gav det Storbritannien indflydelse. Fælles britisk-fransk finansiel kontrol over Ægypten med en egentlig britisk besættelse i 1882. Franskmændene ejede stadig majoriteten af aktierne og forsøgte at svække den britiske stilling, men man indgik et kompromis i 1888. Dette trådte i kraft i 1904 og gjorde kanalen til neutralt område, men de facto kontrollen blev udøvet af briterne, hvis styrker holdt området besat indtil 1954.
Da fransk, belgisk og portugisisk aktivitet i området ved den nedre del af Kongofloden truede med at underminere en ordnet indtrængen i det tropiske Afrika, søgte Berlinkonferencen i 1884–1885 at regulere konkurrencen mellem de europæiske magter i det som blev kaldt "Kapløbet om Afrika" ved at definere "effektiv besættelse" som kriteriet for international anerkendelse af territoriale krav. Kapløbet fortsatte ind i 1890'erne og fik Storbritannien til at genoverveje sin beslutning fra 1885 om at trække sig ud af Sudan. En fælles styrke af britiske og ægyptiske tropper besejrede Madhist hæren i 1896, og afviste et fransk forsøg på invasion af Fashoda i 1898. Sudan blev til et fælles britisk-ægyptisk protektorat, men i realiteten var det en britisk koloni.
Britiske erobringer i det sydlige og østlige Afrika fik Cecil Rhodes, en af foregangsmændene for britisk ekspansion i Afrika, til at opfordre til bygning af en jernbane mellem Kapstaden og Kairo, som kunne forbinde den strategisk vigtige Suezkanal med det mineralrige syd. I 1888 besatte og annekterede Rhodes med sit privatejede British South Africa Company områder som blev opkaldt efter ham, Rhodesia.

### Ændret status for de hvide kolonier
Vejen frem mod uafhængighed for de hvide kolonier i det britiske imperium begyndte med Durham rapporten i 1839, som foreslog sammenlægning og selvstyre for de to canadiske provinser som løsning på den politiske uro der. Dette indledtes med vedtagelsen af Unionsloven i 1840, som dannede provinsen Canada. Selvstyre blev først tildelt Nova Scotia i 1848, og blev snart udvidet til andre britiske kolonier i Nordamerika. I 1867 blev Øvre og Nedre Canada, New Brunswick og Nova Scotia slået sammen i konføderationen Dominion of Canada, som fik fuldt selvstyre bortset fra det udenrigspolitiske område.
Australien og New Zealand opnåede tilsvarende grader af selvstyre efter 1900, med den Australske føderation i 1901. Begrebet dominion blev officielt taget i brug ved kolonikonferencen i 1907, og blev brugt om Canada, Newfoundland, Australien og New Zealand. I 1910 blev Kapkolonien, Natal, Transvaal og Oranjefristaten forenet i den Sydafrikanske Union, som også fik status af dominion.
I de sidste årtier af det 19. århundrede gennemførtes der politiske kampagner for irsk selvstyre. Irland var blevet en del af Storbritannien med unionsloven af 1800 efter den Irske opstand i 1798, og havde lidt under alvorlig hungersnød mellem 1845 og 1852. Tanken om selvstyre blev støttet af den britiske premierminister William Gladstone, som håbede på at Irland ville følge i Canadas fodspor som et Dominion indenfor imperiet, men hans selvstyrelov blev nedstemt i parlamentet i 1886, da mange medlemmer frygtede, at et delvist selvstændigt Irland kunne udgøre en sikkerhedsrisiko for Storbritannien eller en begyndende opløsning af imperiet. En anden selvstyrelov blev også nedstemt af samme grunde i 1893. En tredje selvstyrelov blev vedtaget af det britiske parlament i 1914, men blev ikke sat i kraft på grund af udbruddet af 1. verdenskrig, hvilket førte til Påskeopstanden 1916.

### Religion
I modsætning til det spanske imperium, der så det som en vigtig opgave at omvendte befolkningen i kolonierne til den sande romersk-katolske tro, var det ikke en højt prioriteret opgave for briterne at omvende befolkningen i kolonierne til kristendom endsige anglikanisme. Godt nok blev der udsendt kristne missionærer til alle kolonier, men det skete på kirkernes initiativ, ikke på statens. Dette afspejles også i folketællingerne, hvor man for 1901 opgiver følgende tal:
| Tro                  | Antal    |
| -------------------- | -------- |
| Hinduisme            | 208 mio. |
| Islam                | 94 mio.  |
| Kristendom           | 58 mio.  |
| Buddhisme            | 12 mio.  |
| Naturreligioner m.v. | 23 mio.  |
| I alt                | 395 mio. |

## Verdenskrigene (1914–1945)
Ved begyndelsen af det 20. århundrede var der i Storbritannien ved at komme bekymring for, at landet ikke længere ville kunne at forsvare hjemlandet og hele imperiet samtidig med at det fastholdt sin politik om "splendid isolation". Tyskland blev hurtigt en militær og politisk stormagt, og blev set som den mest sandsynlige modstander i en fremtidig krig. I erkendelse af, at landet havde udbredt sig for langt i Stillehavet og truet på hjemmefronten af den tyske flåde, indgik Storbritannien en alliance med Japan i 1902 og dens gamle fjender Frankrig og Rusland i 1904 og 1907.

### Første verdenskrig
Storbritanniens frygt for at komme i krig med Tyskland blev til virkelighed i 1914 med udbruddet af 1. Verdenskrig. Den britiske krigserklæring mod Tyskland og dens allierede omfattede også Storbritanniens kolonier og dominions, som bidrog med uvurderlig militær, finansiel og materiel støtte. Over 2,5 mio. mænd gjorde tjeneste i dominion hærene foruden mange tusinde frivillige fra kronkolonierne. De fleste af Tysklands oversøiske kolonier i Afrika blev hurtigt invaderet og besat og i Stillehavet besatte Australien og New Zealand henholdsvis Tysk Ny Guinea og Samoa. Det australske og newzealandske bidrag af tropper til slaget om Gallipoli i 1915 mod det Osmanniske Rige havde stor betydning for nationalfølelsen hjemme og markerede en skillelinje i udviklingen af Australien og New Zealand fra kolonier til selvstændige lande. De to lande mindes denne hændelse på ANZAC Dag. Canadierne betragtede Slaget om Vimy højderyggen i det samme lys. Dominion landenes betydningsfulde bidrag til krigsindsatsen blev anerkendt i 1917 af den britiske premierminister David Lloyd George da han inviterede alle premierministrene i dominionlandene til at deltage i et imperiekrigskabinet med henblik på at koordinere imperiets politik.
Efter undertegnelsen af Versaillestraktaten i 1919 nåede det britiske imperium sin største udstrækning med yderligere 4,5 mio. km²og 13 mio. nye undersåtter. De tyske kolonier og det Osmanniske Rige blev fordelt mellem Ententemagterne som mandatområder under Folkeforbundet. Storbritannien overtog kontrollen med Mesopotamien,dele af Cameroun og Togo samt Tanganyika. Dominionlandene fik selv mandatområder: Tysk Sydvestafrika (vore dages Namibia) blev overdraget til Sydafrika, Australien fik Tysk Ny Guinea og New Zealand fik Vest Samoa. Nauru blev et fælles mandat for Storbritannien og de to dominions i Stillehavet.

### Mellemkrigsårene
Den nye verdensorden som krigen havde medført (især fremkomsten af De Forenede Stater og Japan som flådemagter, af selvstændighedsbevægelser i Indien og Irland) førte til en grundlæggende revurdering af den britiske imperiepolitik. Storbritannien var tvunget til at vælge mellem samarbejde med USA eller Japan og valgte ikke at forny sin alliance med Japan og underskrev i stedet Washington flådetraktaten i 1922, hvor Storbritannien accepterede flådemæssig paritet med De Forenede Stater. Denne beslutning gav anledning til megen debat i Storbritannien i 1930'erne da militaristiske regeringer kom til magten i Japan og Tyskland, til dels hjulpet af den Depressionen, for det frygtedes at imperiet ikke kunne overleve et samtidigt angreb fra begge lande. Selv om spørgsmålet om imperiets sikkerhed var en alvorlig bekymring i Storbritannien, var imperiet samtidig af vital betydning for den britiske økonomi: i Mellemkrigsårene steg eksporten til kolonierne og dominion landene fra 32 til 39% af den samlede eksport, og importandelen steg fra 24 til 37 %.
I 1919 førte frustrationerne over forsinkelsen af irsk selvstyre medlemmer af Sinn Féin, et irsk selvstændighedsparti, som havde vundet flertallet af de irske pladser i parlamentet i Westminster ved valget i 1918 til etableringen af Dáil Éireann – et irsk parlament i Dublin, som erklærede Irland uafhængigt. Den irske republikanske hær – IRA indledte samtidig en guerillakrig mod de britiske myndigheder. Den irske uafhængighedskrig sluttede i 1921 i et dødvande og med underskrivelsen af den britisk-irske traktat, som skabte Den Irske Fristat, et dominion indenfor det britiske imperium. Det betød uafhængighed i praksis, men Irland var fortsat konstitutionelt knyttet til den britiske krone. Nordirland, som bestod af seks af de 32 irske counties, udnyttede straks den mulighed som traktaten åbnede for at bibeholde deres status som en del af Storbritannien.
En tilsvarende kamp begyndte i Indien da Loven om Indiens styre i 1919 ikke opfyldte kravet om uafhængighed. Frygt for kommunistiske og udenlandske komplotter efter Ghadar konspirationen betød at krigstidens begrænsninger blev opretholdt med Rowlatt Lovene, hvilket skabte spændinger, især i Punjab, hvor undertrykkelsen kulminerede med Amritsar massakren. I Storbritannien var den offentlige mening delt i spørgsmålet om moralen bag hændelsen, mellem dem som mente at den havde reddet Indien fra anarki og dem som så på den med afsky. Den efterfølgende ikke-samarbejdsbevægelse blev afblæst i marts 1922 efter Chauri Chaura hændelsen, men utilfredsheden fortsatte med at simre i de næste 25 år.
I 1922 fik Ægypten, som var blevet udråbt til et britisk protektorat ved 1. Verdenskrig, formel uafhængighed, selv om det fortsatte med at være en britisk lydstat til 1954. Britiske soldater var fortsat udstationeret i Ægypten til underskrivelsen af den Britisk-ægyptiske traktat af 1936, hvor det blev aftalt, at tropperne skulle trækkes tilbage, men fortsat besætte og forsvare Suezkanalzonen. Til gengæld fik Ægypten hjælp til at blive optaget i Folkeforbundet. Irak, et britisk Folkeforbundsmandat siden 1919 fik også medlemskab af Folkeforbundet efter at være blevet uafhængigt i 1932.
Dominionlandenes ret til at udforme deres egen udenrigspolitik blev anerkendt på Imperiekonferencen i 1923. Storbritanniens anmodning om militær assistance fra sine Dominions ved udbruddet af Chanak krisen det foregående år var blevet afvist af Canada og Sydafrika og Canada havde afvist at være bundet af Lausanne-traktaten af 1923. Efter pres fra Irland og Sydafrika udstedte Imperiekonferencen i 1926 Balfour erklæringen, hvori det hed, at Dominions var "autonome fællesskaber indenfor det britiske imperium, med samme og status og på ingen måde underordnet nogen" indenfor et "britisk Commonwealth of Nations". Denne erklæring fik juridisk substans i form af Westminster statutterne af 1931. Parlamenterne i Canada, Australien, New Zealand, Sydafrika, den Irske fristat og Newfoundland var nu ikke længere underlagt juridisk kontrol fra Storbritannien og kunne ophæve britisk lovgivning, og Storbritannien kunne ikke længere vedtage love, som omfattede disse lande uden deres godkendelse. Newfoundland skiftede tilbage til kolonistatus i 1933, hvor det led under finansielle vanskeligheder under Depressionen. Irland fjernede sig yderligere fra Storbritannien med vedtagelsen af en ny forfatning i 1937, som gjorde det til en republik i enhver henseende omend ikke af navn.

### 2. Verdenskrig
Storbritanniens krigserklæring mod Nazityskland i september 1939 omfattede kronkolonierne og Indien, men ikke umiddelbart dominions. Canada, Sydafrika, Australien og New Zealand erklærede dog alle hurtigt krig mod Tyskland, mens Irland forblev neutralt under hele krigen. Efter Tysklands besættelse af Frankrig i 1940 stod Storbritannien og imperiet alene i kampen mod Aksemagterne indtil Sovjetunionen blev angrebet i 1941. Den britiske premierminister Winston Churchill overtalte den amerikanske præsident Franklin D. Roosevelt til at yde militær støtte, men Roosevelt var endnu ikke klar til at bede den amerikanske Kongres om at erklære krig. I august 1941 mødtes Churchill og Roosevelt og underskrev Atlanterhavserklæringen, som indeholdt udsagnet om at "alle folkeslags ret til at vælge den regeringsform, hvorunder de vil leve" skal respekteres. Denne formulering var flertydig med hensyn til om den henviste til de europæiske lande, som var besat af Tyskland, eller om det var de folk, som var koloniseret af europæiske lande, og blev senere fortolket forskelligt af briterne, amerikanerne og nationale bevægelser.
I december 1941 indledte Japan en række hurtige angreb på britisk Malaya, den amerikanske flådebase ved Pearl Harbor, og Hong Kong. Det japanske imperium var vokset støt siden Japan havde besejret Kina i den Første kinesisk-japanske krig i 1895, og havde planer om en Storøstasiatisk velstandssfære under japansk lederskab. De japanske angreb på britiske og amerikanske besiddelser i Stillehavet havde en øjeblikkelig og langvarig effekt på det britiske imperium. Churchills reaktion på USA's indtræden i krigen var, at imperiets fremtid var sikret; men måden hvorpå briterne hurtigt overgav sig ændrede uigenkaldeligt den britiske position og prestige som imperiemagt. Det mest ødelæggende var Singapores fald. Singapore var indtil da blevet anset for at være en uovervindelig fæstning og den østlige parallel til Gibraltar. Erkendelsen af at Storbritannien ikke kunne forsvare hele imperiet fik Australien og New Zealand, som nu var truet af japanske styrker, til at søge tættere bånd med De forenede Stater, hvilket efter krigen førte til ANZUS pagten i 1951 mellem Australien, New Zealand og De forenede Stater.

## Afkolonisering og nedgang (1945–1997)
Selv om Storbritannien og imperiet sejrede i 2. Verdenskrig var virkningerne af krigen dybtgående, såvel hjemme som i udlandet. En stor del af Europa, et kontinent som havde domineret verden i adskillige århundreder, lå nu i ruiner og var besat af USA og Sovjetunionen, som nu var grundlaget for den globale magtbalance. Storbritannien var praktisk taget fallit, og landet undgik kun insolvens i 1946 ved at opnå et lån på $3,5 mia. fra De forenede Stater, hvoraf den sidste rate blev betalt tilbage i 2006.
Samtidig voksede anti-koloniale bevægelser frem i de europæiske landes kolonier. Situationen blev yderligere kompliceret af Den kolde krigs rivalisering mellem De forenede Stater og Sovjetunionen. Begge disse lande var gamle modstandere af europæisk kolonialisme, omend amerikansk anti-kommunisme fik forrang over anti-imperialisme. Det førte til amerikansk støtte til opretholdelse af det britiske imperium.
Forandringens vinde førte til sidst til, at det britiske imperiums dage var talte, og Storbritannien fulgte i det store og hele en politik om fredelig tilbagetrækning fra sine kolonier, når først der var etableret stabile ikke-kommunistiske regeringer, som magten kunne overdrages til i modsætning til andre europæiske lande, såsom Frankrig og Portugal, som førte kostbare og resultatløse krige for at fastholde deres imperier. Mellem 1945 og 1965 faldt antallet af personer under britisk styre udenfor Storbritannien selv fra 700 mio. til 5 mio., hvoraf de 3 mio. boede i Hong Kong.

### Indledende tilbagetrækning
Den afkoloniseringsvenlige Labour-regering, som kom til efter valget i 1945 under Clement Attlee handlede hurtigt for at løse det mest presserende spørgsmål: Indiens selvstændighed. Indiens to uafhængighedsbevægelser – Indian National Congress og den Muslimske liga – havde ivret for uafhængighed i årtier, men var uenige om hvordan den skulle gennemføres. Kongrespartiet gik ind for en forenet indisk stat, mens ligaen, som var bange for hinduistisk dominans, foretrak en separat muslimsk stat. Stigende uro og mytteri i den indiske flåde i 1946 fik Attlee til at love uafhængighed senest i 1948, men da situationens alvor og risikoen for borgerkrig blev åbenbar for den netop udpegede (og sidste) vicekonge Louis Mountbatten, blev en delt uafhængighed fremskyndet til 15. august 1947. Grænserne blev fastlagt af briterne så landet blev delt i fortrinsvis hinduistiske og muslimske områder, men delingen betød at millioner kom til at leve som minoriteter i Indien og Pakistan. Millioner af muslimer krydsede efterfølgende grænsen fra Indien til Pakistan og hinduer krydsede den anden vej. Kampe mellem de to samfund kostede hundredtusinder livet. Burma, som var blevet styret som en del af Britisk Indien og Ceylon blev uafhængige det følgende år i 1948. Indien, Pakistan og Ceylon blev medlemmer af Commonwealth, mens Burma valgte ikke at blive medlem.
Det britiske mandatområdet i Palæstina, hvor et arabisk flertal levede sammen med et jødisk mindretal stillede briterne overfor et problem, som lignede Indien. Sagen blev kompliceret af et stort antal jødiske flygtninge, som forsøgte at komme ind i Palæstina efter den nazistiske undertrykkelse og folkemord under 2. Verdenskrig. Frem for at løse problemet meddelte Storbritannien i 1947 at landet ville trække sig ud i 1948 og overlade det til FN at finde en løsning, hvilket det gjorde ved at vedtage en delingsplan for området, der skabte en jødisk og en arabisk stat.
Efter Japans nederlag i 2. verdenskrig vendte de anti-japanske modstandsbevægelser i Malaya sig til briterne, som hurtigt igen havde overtaget kontrollen over kolonien og dens gummi og tin. At guerillaerne fortrinsvis var malayisk-kinesiske kommunister betød, at de britiske forsøg på at kvæle opstanden fik støtte fra det muslimske flertal, idet det var underforstået, at når først oprøret var slået ned, ville landet få sin selvstændighed. Oprøret begyndte i 1948 og varede til 1960, men i 1957 var Storbritannien tilstrækkelig sikker på resultatet til at give Malayas føderation selvstændighed indenfor Commonwealth. I 1963 sluttede de 11 stater i føderationen sig sammen med Singapore, Sarawak og Britisk Nordborneo og dannede Malaysia, men i 1965 forlod det kinesisk dominerede Singapore unionen efter spændinger mellem de malayiske og de kinesiske befolkningsgrupper. Brunei, som havde været et britisk protektorat siden 1888, afslog at slutte sig til unionen og fastholdt sin status indtil uafhængigheden i 1984.

### Suezkrisen og dens efterspil
I 1951 vendte det konservative parti tilbage til magten i Storbritannien under ledelse af Winston Churchill. Churchill og de konservative mente, at Storbritanniens stilling som verdensmagt var afhængig af imperiets fortsatte eksistens med base ved Suezkanalen, hvilket ville gøre det muligt for Storbritannien at fastholde sin stilling i Mellemøsten på trods af tabet af Indien. Churchill kunne imidlertid ikke ignorere Gamal Abdel Nassers nye revolutionære regering i Ægypten, som havde taget magten i 1952, og det følgende år blev det aftalt at de britiske tropper ville blive trukket tilbage fra kanalzonen og at Sudan ville opnå uafhængighed i 1955.
I 1956 nationaliserede Nasser ensidigt Suezkanalen. Svaret fra den nye britiske premierminister, Anthony Eden, var at samarbejde med Frankrig om at få Israel til at angribe Ægypten. Det ville give Storbritannien og Frankrig en undskyldning for at generobre kanalen. Eden gjorde sin amerikanske modpart præsident Dwight D. Eisenhower rasende ved at undlade at konsultere ham, og Eisenhower nægtede at støtte invasionen. En anden af Eisenhowers bekymringer var muligheden for en større krig med Sovjetunionen efter at Nikita Khrusjtjov truede med at gribe ind til fordel på Ægypten. Eisenhower anvendte finansiel magt ved at true med at sælge de amerikanske beholdninger af britiske pund og dermed få den britiske valuta til at kollapse. Selv om det ved invasionen lykkedes at generobre Suezkanalen, tvang indgriben fra FN og pres fra USA Storbritannien til en ydmygende tilbagetrækning af sine styrker, og Eden tog sin afsked.
Suezkrisen viste Storbritanniens begrænsninger for verden og bekræftede Storbritanniens nedgang på verdensscenen og viste at det ikke kunne handle uden støtte eller i det mindste indforståelse fra USA.
Begivenhederne ved Suez sårede Storbritanniens nationale stolthed og fik et medlem af parlamentet til at beskrive det som Storbritanniens Waterloo" og en anden til at udtale at landet var blevet en "Amerikansk satellit". Margaret Thatcher beskrev senere den holdning, som hun mente havde ramt de ledende kredse i Storbritannien som "Suez syndromet", som Storbritannien ikke kom sig over indtil den vellykkede generobring af Falklandsøerne fra Argentina i 1982.
Selv om Suezkrisen svækkede den britiske styrke i Mellemøsten, brød den ikke sammen. Storbritannien indsatte igen sine styrker i regionen og greb ind i Oman (1957), Jordan (1958) og Kuwait (1961), selv om det ved disse lejligheder skete med amerikansk accept, da det var den nye premierminister Harold Macmillans udenrigspolitik at være på linje med De forenede Stater. Storbritannien fastholdt en tilstedeværelse i Mellemøsten i endnu 10 år inden man trak sig tilbage fra Aden i 1967 og Bahrain i 1971.

### Forandringens vinde
Macmillan holdt en tale i Cape Town i Sydafrika i februar 1960, hvor han talte om "forandringens vinde blæser gennem dette kontinent." Macmillan ville undgå den type kolonikrige som Frankrig udkæmpede i Algeriet, og under hans regeringstid fortsatte afkoloniseringen hastigt. Til de tre kolonier, som havde fået selvstændigheder i 1950'erne – Sudan, Guldkysten og Malaya – blev tilføjet næsten ti gange så mange i løbet af 1960'erne.
Storbritanniens resterende kolonier i Afrika, bortset fra Sydrhodesia, opnåede alle uafhængighed frem til 1968 (se kort). Den britiske tilbagetrækning fra den sydlige og østlige del af Afrika blev besværliggjort af regionens hvide befolkningsgrupper, især i Rhodesia, hvor racespændinger havde ført til Ian Smiths ensidige uafhængighedserklæring i 1965. Rhodesia forblev et land i borgerkrig mellem dens sorte og hvide befolkning indtil Lancaster House Aftalen i 1979, som betød at Rhodesia midlertidigt vendte tilbage til britisk kolonistyre indtil der kunne afholdes valg. Valgene blev holdt det følgende år og vundet af Robert Mugabe, som blev premierminister i den nye uafhængige nation Zimbabwe.
I Middelhavet sluttede en guerillakrig, som blev udkæmpet af Græsk cyprioter i 1960 med et uafhængigt Cypern, hvor Storbritannien opretholdt militærbaserne Akrotiri og Dhekelia.
Middelhavsøerne Malta og Gozo fik deres uafhængighed af Storbritannien i 1964, selvom der i 1955 var fremsat tanker om en integration med Storbritannien.
Størstedelen af Storbritanniens territorier i Vestindien fik uafhængighed, efter at Jamaica og Trinidad i 1961 og 1962 var udtrådt af den Vestindiske føderation, som var blevet dannet i 1958 i et forsøg på et forene de britiske kolonier i Caribien under en fælles regering, men som brød sammen efter at dets to største medlemmer trådte ud. Barbados fik uafhængighed i 1966 og resten af de østlige caribiske øer i 1970'erne og 1980'erne, bortset fra Anguilla og Turks- og Caicosøerne som valgte at skifte tilbage til britisk styre efter at de allerede var begyndt på vejen til uafhængighed. De Britiske Jomfruøer, Cayman Islands og Montserrat valgte at fastholde båndene til Storbritannien. Guyana fik sin uafhængighed i 1966. Storbritanniens sidste koloni på det amerikanske fastland, British Honduras, blev en selvstyrende koloni i 1964 og blev omdøbt til Belize i 1973, hvorefter det fik fuld selvstændighed i 1981. Et Guatemalansk krav på Belize forblev uafklaret.
De britiske besiddelser i Stillehavet fik selvstændighed mellem 1970 (Fiji) og 1980 (Vanuatu), den sidste uafhængighed var blevet forsinket på grund af politiske stridigheder mellem engelsk og fransktalende, da øerne var administreret med Frankrig. Tuvalu, Solomon Islands og Papua New Guinea valgte at beholde den britiske monark som statsoverhoved.

### Enden på imperiet
Med tildelingen af selvstændighed til Rhodesia og Vanuatu i 1980 og Britisk Honduras i 1981 var afkoloniseringen, bortset fra en række spredte øer og udsteder (samt anskaffelsen i 1955 af en ubeboet klippe i Atlanterhavet, Rockall), som var indledt efter 2. verdenskrig stort set var afsluttet.
I 1982 blev Storbritanniens vilje til at forsvare de resterende oversøiske territorier sat på prøve, da Argentina invaderede Falklandsøerne, på baggrund af et krav på området, som daterede sig tilbage til det Spanske imperium. Storbritanniens militære succes i den efterfølgende Falklandskrig blev af mange set som et vendepunkt i den nedadgående vurdering af Storbritanniens status som verdensmagt.
Samme år brød den canadiske regering de sidste formelle bånd med Storbritannien ved at hjemføre den canadiske forfatning fra Storbritannien. Canadaloven fra 1982, som blev vedtaget af det britiske parlament, afsluttede behovet for britisk involvering i ændringer af den canadiske forfatning. Tilsvarende love blev vedtaget vedrørende Australien og New Zealand i 1986.
I september 1982 tog premierminister Margaret Thatcher til Beijing for at forhandle med den kinesiske regering om fremtiden for Storbritanniens sidste store og mest befolkede oversøiske område, Hong Kong. Ifølge betingelserne fra Nanking traktaten af 1842 var Hong Kong øen overdraget til Storbritannien for evigt, men hovedparten af kolonien bestod af New Territories, som var blevet lejet for en periode på 99 år i 1898 – et lejemål som således skulle udløbe i 1997. Thatcher, som så paralleller til Falklandsøerne, ønskede i starten af beholde Hong Kong og foreslog britisk administration under kinesisk overhøjhed, men det blev afvist af Kina. En aftale blev nået i 1984 om at Hong Kong ville blive et særligt administrativt område i Folkerepublikken Kina og beholde sin livsstil i mindst 50 år. Overdragelsesceremonien i 1997 markerede for mange, heriblandt prins Charles som deltog, "afslutningen på imperiet ".

## Arven
Storbritannien har fortsat herredømmet over 14 territorier udenfor de Britiske øer, som blev omdøbt til British Overseas Territories i 2002. Nogle er ubeboede bortset fra militær eller videnskabsfolk. Resten er selvstyrende i forskellig grad og er afhængig af Storbritannien i udenrigspolitiske spørgsmål og forsvar. Den britiske regering har udtrykt sin vilje til at hjælpe ethvert oversøisk territorium, som ønsker at blive selvstændigt, hvor det er en mulighed. Britisk overhøjhed over adskillige oversøiske territorier er omstridt af de geografiske naboer: Gibraltar kræves af Spanien, Falklandsøerne, South Georgia og South Sandwich Islands kræves af Argentina og British Indian Ocean Territory kræves af Mauritius og Seychellerne. British Antarctic Territory er genstand for overlappende krav fra Argentina og Chile, mens mange lande ikke anerkender krav på Antarktis overhovedet.
De fleste tidligere britiske kolonier (og en tidligere portugisisk koloni, Mozambique) er medlemmer af Commonwealth of Nations, en upolitisk frivillig sammenslutning af ligestillede medlemmer, hvor Storbritannien har en privilegeret stilling. Femten medlemmer af Commonwealth deler fortsat statsoverhoved med Storbritannien som Commonwealth riger.
Årtier og i nogle tilfælde århundreder med britisk styre og indvandring har efterladt deres præg på de uafhængige lande, der opstod fra det britiske imperium. Det engelske sprog er hovedsprog for over 300 mio. mennesker og sekundært sprog for over 400 mio., til dels bistået af De forenede Staters kulturelle indflydelse, selv et produkt af det britiske imperium. Det engelske parlamentariske system var model for styret i mange tidligere kolonier og engelsk lovgivning danner grundlag for de juridiske systemer. Judicial Committee of the Privy Council, en af Storbritanniens højeste appelretter fungerer stadig som højeste appelinstans for adskillige tidligere kolonier i Caribien og Stillehavet. Britiske protestantiske missionærer, som spredtes ud over kloden, ofte før soldater og embedsmænd, spredte den anglikanske kirke til alle kontinenter. Britisk koloni arkitektur som kirker, jernbanestationer og regeringsbygninger findes stadig i mange byer, som engang var en del af det britiske imperium. Boldspil som blev udviklet i victoriatidens Storbritannien, såsom fodbold, cricket, rugby, tennis og golf– blev eksporteret og det samme blev engelsk mål og vægt, samt den britiske sædvane med at køre i venstre side af vejen.
De politiske grænser, som briterne fastlagde da de gav kolonierne deres uafhængighed, var ikke altid udtryk for etnisk eller religiøs homogenitet, hvilket bidrog til konflikter i
Kashmir, Palæstina, Sudan, Nigeria og Sri Lanka. Det britiske imperium var også ansvarlig for store folkevandringer. Millioner forlod de britiske øer og grundlagde De forenede Stater, Canada, Australien og New Zealand. Der er fortsat spændinger mellem de hvide bosættere i disse lande og mindretallene af oprindelige befolkninger og mellem mindretal af bosættere og indfødte flertal i Sydafrika og Zimbabwe. Britiske bosættelser i Irland har efterladt sig spor i form af delte katolske og protestantiske samfund i Nordirland. Millioner af mennesker flyttede til og fra de britiske kolonier, og indere i stort tal flyttede til andre dele af imperiet. Kinesisk emigration fortrinsvis fra Sydkina førte til grundlæggelsen af det kinesisk dominerede Singapore og små kinesiske mindretal i Caribien. Befolkningssammensætningen i Storbritannien selv ændrede sig efter 2. Verdenskrig med indvandring fra de kolonier, som det gav uafhængighed.